# Troisième chaîne couleur de l'ORTF
La troisième chaîne couleur de l’ORTF ou parfois C3 est une chaîne de télévision généraliste française en couleur de l'Office de radiodiffusion télévision française, à vocation nationale et interrégionale, créée le 31 décembre 1972 et diffusée sous cette dénomination jusqu'au 5 janvier 1975, date à laquelle sa dénomination devient FR3.
Troisième chaîne nationale publique apparue en France, elle est historiquement la dix-neuvième antenne créée pour la télévision, après la première chaîne de l'ORTF, les dix-sept antennes régionales et la deuxième chaîne, sans compter les chaînes étrangères ou périphériques francophones reçues dans certaines régions, parmi lesquelles Télé Monte-Carlo ou Télé Luxembourg.

## Histoire de la chaîne
Le 22 mars 1969, le gouvernement fait mention d'un projet de création d'une troisième chaîne nationale de télévision. Jean-Louis Guillaud, attaché au cabinet du président de la République, coordonne les études préparatoires à son lancement à partir du mois de novembre 1969. Cette nouvelle chaîne nationale de l’Office de radiodiffusion télévision française (ORTF) doit être lancée directement en couleur et permettre une meilleure exposition des directions régionales de l’ORTF par de nombreux décrochages et par la production décentralisée des programmes de la chaîne. L’ORTF met en œuvre ce projet durant toute l'année 1972 sous la forme d'une chaîne à la fois nationale et interrégionale en couleur, sans publicité ni speakerine, proposant des soirées plus courtes aux horaires décalés par rapport aux deux autres chaînes, avec une majorité de programmes culturels, et s’appuyant largement sur les relais techniques et rédactionnels de ses stations régionales. Pour ce faire, l'Office installe plusieurs centres de production lourde au sein de ses principales stations régionales destinés à produire des émissions pour le nouveau canal. Les plus importants sont ceux de Télé Marseille-Provence, de Télé-Lille et de Télé-Lyon. La troisième chaîne vient ainsi répondre à la principale préoccupation de la loi de réforme no 72-553 du 3 juillet 1972 sur le statut de l’ORTF qui vise à introduire la décentralisation de la production et la déconcentration des décisions sur les programmes au sein de l'Office.
La troisième chaîne couleur de l’ORTF ouvre son antenne le 31 décembre 1972 à 19 h par son indicatif d'ouverture, auquel succède le PDG de l'Office, Arthur Conte, et le directeur général de la chaîne, Jean-Louis Guillaud, qui présentent leurs vœux aux Français pour cette nouvelle chaîne et pour l'année à venir, puis laissent à Jean Amadou le soin d'accueillir les téléspectateurs pour brièvement leur expliquer ce qui va distinguer cette nouvelle chaîne des deux autres, notamment dans son habillage dynamique coloré et l'introduction de génériques de genre avant chaque programme, afin de remplacer les speakerines, et qui sont tous l'œuvre de la styliste Catherine Chaillet. Puis, le premier programme, Jeunes années, un programme pour la jeunesse, est lancé en proposant le dessin animé Roulotte, suivi à 20 h 35 de la soirée inaugurale de la chaîne composée d'un spectacle de variétés écrit par Maurice Horgues, Jean Amadou et Robert Rocca, mis en scène par Dirk Sanders et produit par le centre de production de Lille et dont la marraine nationale est la chanteuse Anne-Marie David, choisie par le PDG de l'Office.
Le directeur général de la troisième chaîne couleur, Jean-Louis Guillaud, décide de faire largement appel aux stations régionales de l’ORTF et à de jeunes réalisateurs pour la fabrication des programmes, car la troisième chaîne entend faire ses preuves en tant que nouvelle chaîne des régions et du cinéma, utilisant des techniques de pointe et des graphismes de haute qualité, à l'image de son logo C3 animé en trois dimensions cavalières ou du générique de l'émission Écrans sans frontières formé des "C3" en 3D dans des blocs avec la Terre tombant comme un ballon. Le projet d'origine prévoit de s’appuyer sur les acteurs culturels et artistiques des régions dans le cadre de la décentralisation tant attendue au sein de l'Office. Il se résume toutefois à une simple déconcentration des moyens de production; la télévision régionale restant confinée dans le peu d’espace concédé dans les décrochages de l’antenne nationale.
Pour la première fois, les candidats du second tour de l'élection présidentielle de 1974, Valéry Giscard d’Estaing et François Mitterrand, acceptent de se confronter verbalement dans un débat télévisé, arbitré par Jacqueline Baudrier et Alain Duhamel et diffusé le 10 mai 1974 simultanément sur les trois chaînes de télévision de l’ORTF.
La loi de réforme de l'audiovisuel no 74-696 du 7 août 1974 supprime l’ORTF et créé sept organismes autonomes dont trois sociétés nationales de programmes de télévision. Elle entre en application le 1er janvier 1975 et la troisième chaîne de l’ORTF ferme son antenne le 5 janvier 1975 à 21 h 40 pour laisser la place le lendemain à la nouvelle société nationale de programme France Régions 3 (FR3).
Faute d'un réseau complet à cette date du 5 janvier 1975, une bonne partie du territoire la France ne bénéficie pas des programmes de la 3e chaîne de l'ORTF.
Jusqu'en 1972 la plupart de programmes régionaux sont produits en vidéo noir et blanc par la 1re chaîne et quelques émissions régionales sont réalisés en couleur par la 2e chaîne. Lors du lancement de la 3e chaîne, tous les programmes régionaux ne sont pas encore diffusés en couleur. Le temps de moderniser tous ses équipements et jusqu'à l'année 1980, la 3e chaîne puis FR3 ne diffuse pas ses programmes en couleur dans toute la France. Ainsi l'inauguration tardive de la couleur sur la chaîne outremer FR3 Guyane et sur FR3 Bourgogne.

## Identité visuelle (logo)
Le logo de la troisième chaîne couleur de l’ORTF ainsi que l'habillage d'antenne sont l'œuvre de Catherine Chaillet qui anime en perspective cavalière sur un fond très coloré les lettres C et U du mot couleur pour former le sigle C3 (Chaîne 3), le tout rythmé par un indicatif composé par Jacques Loussier et intitulé Octave.

## Organisation

### Capital
La troisième chaîne couleur de l’ORTF est une régie de l'Office de radiodiffusion télévision française, établissement public à caractère industriel et commercial dont le capital est détenu à 100 % par l'État français.

### Sièges
La direction générale de l'Office de radiodiffusion télévision française siège à la « Maison » de l’ORTF au 116 avenue du Président-Kennedy, dans le 16e arrondissement de Paris.
Ces locaux sont toutefois mal adaptés aux nécessités de la télévision qui reste finalement dans son berceau historique du Centre Alfred Lelluch au 13-15 rue Cognacq-Jay dans le 7e arrondissement de Paris, bâtiment de huit étages qui abrite la direction des chaînes de télévision, les studios, régies, locaux techniques, lieu où s'installe la troisième chaîne à sa naissance.

### Centres de production régionaux
La troisième chaîne dispose de centres de production lourde à Marseille, Lille, Lyon, Toulouse et Strasbourg, ainsi que des 11 structures régionales de l’ORTF et des nombreux Centres d'actualités télévisées (CAT), développés depuis 1963, qui leur sont rattachés .

## Programmes
Pour ses débuts, la troisième chaîne couleur de l’ORTF ne diffuse que trois heures de programmes par jour, la fin des émissions intervenant entre 21 h 30 et 22 h. Par la suite, elle diffuse ses programmes chaque jour de 18 h 55 à 22 h 30, en commençant par un flash d'information de la rédaction d'Inter 3, suivi à 19 h de l'émission Jeunes années consacrée aux enfants, dans le cadre de laquelle est diffusée du 16 septembre 1974 au 3 janvier 1975 la première saison de l'Île aux enfants, avec Casimir, produite par Télé Marseille-Provence, suivie à 19 h 20 des actualités régionales diffusées simultanément sur les deux autres chaînes de l’ORTF, suivies à 19 h 40 d'un magazine, suivi à 20 h 35 d'un film, feuilleton ou spectacle, puis d'un magazine, et enfin à 22 h 30 du journal télévisé Inter 3 qui clôt les émissions,.
À l'exception des films, feuilletons et de l'information nationale, tous les magazines, documentaires et émissions de la chaîne sont produits en région dans les centres de production lourde. Elle diffuse aussi, en décrochage du programme national, des magazines régionaux propres à chacune des antennes régionales, chaque dimanche de 19 h 15 à 20 h 35.
La troisième chaîne couleur de l'ORTF s'adresse surtout à un public amateur de culture, de théâtre, de musique (concerts de jazz ou musique classique) et de patrimoine régional (architecture, archéologie), même si quelques émissions de variétés tournées en région, comme Libre Echange, viennent apporter un peu de fantaisie à cette grille assez austère et réduite. Selon son cahier des charges, elle doit consacrer un tiers de son activité à la production et diffusion de documentaires et de magazines.
La soirée du dimanche est fréquemment choisie pour rediffuser une émission qui vient d'obtenir très récemment sur une autre chaîne un grand succès auprès des téléspectateurs.

### Information
L'information sur la troisième chaîne est confiée à un pool de jeunes journalistes travaillant en étroite liaison avec la rédaction de France Inter et les stations régionales pour réaliser le petit journal télévisé d'information nationale, Inter 3, présenté chaque jour à 18 h 55 et 22 h 30 par Claude Pierrard, Jean-Claude Bourret, qui présente la première édition le jour de l'inauguration, Dominique Bromberger, Michel Denisot Régis Faucon, Henri Charpentier, Jean-Pierre Pernaut ou encore Patrick de Carolis. Le rédacteur en chef de cette nouvelle rédaction nationale est Christian Bernadac grand reporter et écrivain, Claude Lagaillarde et Yann Cotten sont les rédacteurs en chef adjoints des éditions.

### Feuilletons et séries
La troisième chaîne diffuse des feuilletons télévisés produits par les centres régionaux de production lourde de l’ORTF, comme La Feuille de Bétel, Le Renard et les Grenouilles ou la Juive du Château-Trompette, ainsi que des feuilletons en coproduction de l’ORTF, comme Les Aventures du capitaine Lückner ou Les Faucheurs de marguerites.
Voici une liste de feuilletons et séries, classés par origine et ordre de diffusion, qui ont été diffusées sur la troisième chaîne de l’ORTF :
Séries françaises
- Les Fleurs succombent en Arcadie (2 janvier 1973)
- La Porteuse de pain (16 janvier 1973)
- La Feuille de Bétel (13 mars 1973)
- Le Renard et les Grenouilles (20 mars 1973)
- Les Faucheurs de marguerites (27 mai 1973)
- Gil Blas de Santillane (25 avril 1974)
- L'Hiver d'un gentilhomme (18 septembre 1974)
- La Juive du Château-Trompette (8 décembre 1974)
- Paul et Virginie (17 décembre 1974)

Séries allemandes
- Les Aventures du capitaine Lückner (20 février 1973)

Séries américaines
- Cannon (25 février 1973)
- Hawaï police d'État (15 juillet 1973)
- Hawk, l'oiseau de nuit (30 octobre 1973)

Séries australiennes
- Toumaï (24 décembre 1973)

### Présentateurs et animateurs
- Jean Amadou (1972)
- Jean-François Chauvel (1972-1974)

### Journalistes
- Jean-Claude Bourret (1972-1975)
- Dominique Bromberger (1972-1975)
- Patrick de Carolis (1972-1975)
- Henri Charpentier (1972-1975)
- Michel Denisot (1972-1975)
- Régis Faucon (1972-1975)
- Jean-Pierre Pernaut (1972-1975)
- Claude Pierrard (1972-1975)

## Audience
Les téléviseurs à boutons préréglés par chaîne apparaissant tout juste sur le marché lors du lancement de la troisième chaîne, les huit millions de Français possédant un téléviseur construit entre 1962 et 1969, capable de recevoir les programmes de la deuxième chaîne par le réseau UHF 625 lignes, doivent rechercher manuellement la fréquence de la troisième chaîne couleur avec la molette du tuner UHF de leur téléviseur en déréglant le paramétrage de la deuxième chaîne, ce que peu de téléspectateurs acceptent de faire, rendant l'audience de la troisième chaîne couleur de l’ORTF assez confidentielle.

## Diffusion
Pour diffuser cette nouvelle troisième chaîne nationale, les services techniques de l’ORTF bâtissent un nouveau réseau d'émetteurs analogiques hertziens conforme aux formats de télédiffusion couleur français de la deuxième chaîne, le standard SECAM IIIB et la norme L à 625 lignes. La bande IV UHF est utilisée sans toutefois le réseau d'émetteurs intercalaires. Dans un premier temps, l’ORTF préconise d'exploiter les centres d'émission régionaux à forte puissance diffusant la première chaîne de l'ORTF. Cette solution permet de couvrir un plus large public à moindre frais mais rend délicate la captation du nouveau signal avec les antennes de réception installées. Fin 1972, ce réseau ne couvre que la région parisienne (canal 28), Lille, Nancy et Strasbourg, soit 26 % de la population française. Les services techniques de l'ORTF développent activement le réseau d'émetteurs de la troisième chaîne. Ainsi, les téléspectateurs de Provence peuvent la recevoir dès le 1er juillet 1973, suivis le 29 septembre des régions Rhône-Alpes et Auvergne, puis Midi-Pyrénées le 31 octobre 1973 sur le canal 24 de l'émetteur du pic du Midi et enfin de Nantes le 31 janvier 1974. Par la suite, quatre ans sont nécessaire à TDF pour achever la couverture nationale de la troisième chaîne.